# Varvara Lepchenko
Varvara Lepchenko (en ruso: Варвара Петровна Лепченко; Taskent, Unión Soviética, 21 de mayo de 1986) es una tenista estadounidense nacida en Uzbekistán.

## Biografía
En septiembre de 2007, se informó que Lepchenko se convertía en ciudadana de Estados Unidos y que representaría a dicho país en la WTA. Su familia es de origen ucraniano y uzbeko y emigraron a Estados Unidos huyendo de las persecuciones políticas en su país de origen. 

## Títulos WTA (0; 0+0)

### Individuales
| Leyenda                    |
| Grand Slam (0)             |
| WTA Tour Championships (0) |
| Premier Mandatory (0)      |
| Premier 5 (0)              |
| Premier (0)                |
| International (0)          |

#### Finalista en individuales (1)
| N.º | Fecha                    | Torneo | Superficie | Oponente en la final | Resultado        |
| --- | ------------------------ | ------ | ---------- | -------------------- | ---------------- |
| 1.  | 21 de septiembre de 2014 | Seúl   | Dura       | Karolína Plíšková    | 3-6, 7-6(5), 2-6 |

## Títulos WTA 125s

### Individuales (1–0)
| Resultado | Fecha               | Torneo     | Superficie            | Oponente   | Puntaje          |
| --------- | ------------------- | ---------- | --------------------- | ---------- | ---------------- |
| Campeona  | 1 de agosto de 2021 | Charleston | Tierra batida (verde) | Jamie Loeb | 7-6(4), 4-6, 6-4 |